# Convento de Santa Clara (Funchal)
O Convento de Santa Clara no Funchal, ilha da Madeira, é um convento de Clarissas erigido nos finais do século XV para recolher filhas da nobreza local. Este foi o primeiro mosteiro feminino a ser fundado no território insular português.
O convento desenvolveu-se em torno de uma igreja primitiva, a Igreja de Nossa Senhora da Conceição de Cima, edificada por João Gonçalves Zarco, descobridor da Madeira e primeiro capitão-donatário do Funchal para jazigo familiar.  O seu túmulo foi mandado retirar do centro da capela-mor, em 1768, por ser considerado à altura um inconveniente às cerimonias religiosas. 
A construção do convento teve inicio em 1492 e prolongou-se até 1497, tendo sido então ocupado por freiras vindas do Convento da Conceição de Beja.
O convento funcionou até à extinção das ordens religiosas no século XIX, quando deixou de poder admitir noviças.
É um Monumento Nacional segundo o Decreto nº 32 973, DG, 1.ª série, n.º 175 de 18 agosto 1943.

## Galeria

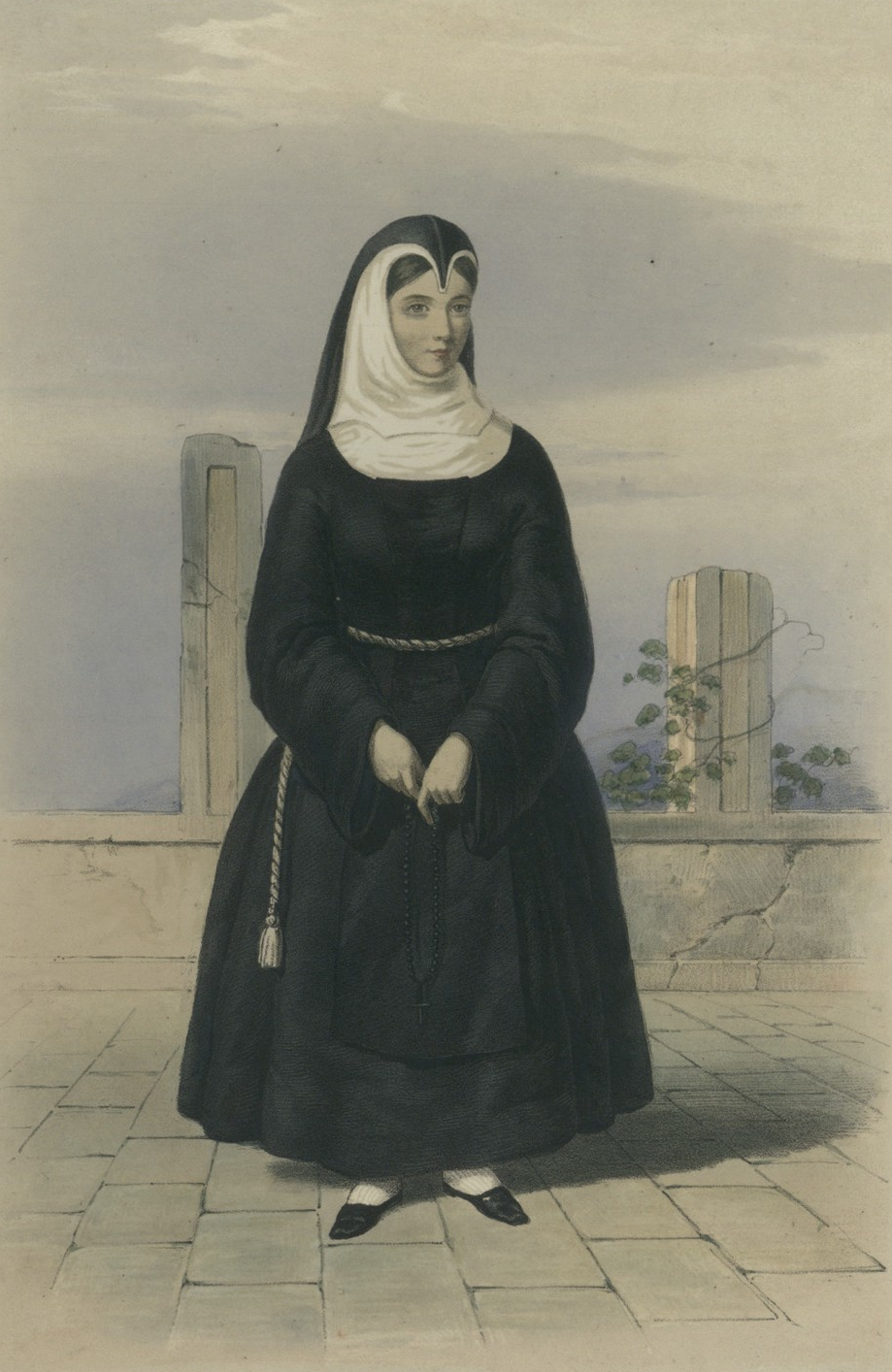
Ilustração (publicada em 1843) de uma freira do convento de Santa Clara no Funchal.